# Sehol X7
Sehol X7 (ранее Sol X7 или Jiayue X7) — среднеразмерный кроссовер, выпускаемый китайской компанией JAC Motors под брендом Sehol с 2020 года. Является модернизацией JAC S7. Также автомобиль продаётся в Мексике под названием JAC Sei 7 Pro и в Иране под названием KMC K7.

## Описание
Автомобиль Sehol X7 впервые был представлен в 2020 году под названием Jiayue X7. В октябре 2020 года автомобиль был переименован в Jiayue X7. С 2021 года автомобиль называется Sehol X7. До сентября 2021 года автомобиль продавался в Китае. Планируется, что в России автомобиль заменит Toyota RAV4.
Автомобиль Sehol X7 оснащается двигателем внутреннего сгорания объёмом 1,5 литра, мощностью 174 л. с. и крутящим моментом 251 Н⋅м. Максимальная скорость автомобиля составляет 160 км/ч. Цена варьируется от 89800 до 119800 юаней.
Вместимость автомобиля составляет 5 мест. Салон оснащён мультимедийной системой J-Link с 12,3-дюймовым экраном. Базовая комплектация оснащается 14 электронными системами стабилизации и системами аварийной безопасности при спущенных шинах TESS. Система LDWS предупреждает о выезде с полосы.
С конца лета 2021 года автомобиль продаётся в Мексике. В России автомобиль будет выпускаться под брендом Москвич.